# Ukrainischer Fußballpokal 2014/15
Der Ukrainische Fußballpokal 2014/15 war die 24. Austragung des ukrainischen Pokalwettbewerbs der Männer. Pokalsieger wurde Titelverteidiger Dynamo Kiew. Das Team setzte sich im Finale am 4. Juni 2015 im Olympiastadion von Kiew wie im Vorjahr gegen Schachtar Donezk durch.

## Modus
Die Begegnungen der ersten zwei Runden und des Finales wurden in einem Spiel ausgetragen. Bei unentschiedenem Ausgang wurde zur Ermittlung des Siegers eine Verlängerung gespielt. Stand danach kein Sieger fest, folgte ein Elfmeterschießen. Die unterklassigen Teams hatten dabei Heimrecht.
Im Achtel-, Viertel- und Halbfinale wurden die Sieger in Hin- und Rückspiel ermittelt. Bei Torgleichstand in beiden Spielen zählte zunächst die größere Zahl der auswärts erzielten Tore; gab es auch hierbei einen Gleichstand, wurde das Rückspiel verlängert und ggf. ein Elfmeterschießen zur Entscheidung ausgetragen.
Da beide Finalisten bereits über die Liga für die Champions League qualifiziert waren, ging der Startplatz für die Europa League an den Liganächsten.

## Teilnehmende Teams
| Premjer-Liha (14) | Perscha Liha (14) | Druha Liha (8) | Amateur-Pokal (2)              |
| --- | --- | --- | ------------------------------ |
| - Dnipro Dnipropetrowsk - Dynamo Kiew - Howerla Uschhorod - Illitschiwez Mariupol - Karpaty Lwiw - Metalist Charkiw - Metalurh Donezk - Metalurh Saporischschja - Olympik Donezk - Schachtar Donezk - Sorja Luhansk - Tschornomorez Odessa - Wolyn Luzk - Worskla Poltawa | - Desna Tschernihiw - FSK Bukowina Czernowitz - Helios Charkiw - Hirnyk Krywyj Rih - Hirnyk-Sport Komsomolsk - MFK Mykolajiw - Naftowyk-Ukrnafta Ochtyrka - Nywa Ternopil - PFK Oleksandrija - FK Poltawa - Sirka Kirowohrad - Stal Altschewsk - Stal Dniprodserschynsk - FK Sumy - FK Ternopil | - Arsenal-Kujiwschtschyna Bila Zerkwa - Enerhija Nowa Kachowka - Kremin Krementschuk - Krystal Cherson - Obolon-Browar Kiew - Real-Pharm Owidiopol - FK Skala Stryj - FK Tscherkassy Dnipro | - Jednyst Plysky - FK Tschajka |

## Qualifikationsrunde
Teilnehmer: 4 Zweitligisten, 8 Drittligisten und die beiden Finalisten des Amateur-Pokals.
| Datum      |                                           | Ergebnis  |                              |
| ---------- | ----------------------------------------- | --------- | ---------------------------- |
| 06.08.2014 | Jednyst Plysky (Am)                       | 0:1       | FK Ternopil (II)             |
| 06.08.2014 | Arsenal-Kujiwschtschyna Bila Zerkwa (III) | 3:4 n. V. | Real-Pharm Owidiopol (III)   |
| 06.08.2014 | Kremin Krementschuk (III)                 | 2:0       | Hirnyk-Sport Komsomolsk (II) |
| 06.08.2014 | FK Tschajka (Am)                          | 3:0       | Enerhija Nowa Kachowka (III) |
| 06.08.2014 | Obolon-Browar Kiew (III)                  | 3:1       | Hirnyk Krywyj Rih (II)       |
| 06.08.2014 | FK Tscherkassy Dnipro (III)               | 1:0       | FK Skala Stryj (III)         |
| 07.08.2014 | Krystal Cherson (III)                     | 2:4       | Stal Dniprodserschynsk (II)  |

## 1. Runde
Teilnehmer: Die 7 Sieger der Qualifikationsrunde, die 14 Erstligisten und 10 weitere Zweitligisten.
- Freilos: Stal Dniprodserschynsk 1

| Datum      |                                 | Ergebnis              |                             |
| ---------- | ------------------------------- | --------------------- | --------------------------- |
| 22.08.2014 | FK Ternopil (II)                | 1:1 n. V. (3:4 i. E.) | PFK Oleksandrija (II)       |
| 23.08.2014 | MFK Mykolajiw (II)              | 0:1                   | Illitschiwez Mariupol (I)   |
| 23.08.2014 | FK Poltawa (II)                 | 2:1                   | Metalurh Donezk (I)         |
| 23.08.2014 | Nywa Ternopil (II)              | 1:5                   | Worskla Poltawa (I)         |
| 23.08.2014 | Desna Tschernihiw (II)          | 0:1                   | Dnipro Dnipropetrowsk (I)   |
| 23.08.2014 | FK Tschajka (Am)                | 0:4                   | Karpaty Lwiw (I)            |
| 23.08.2014 | FSK Bukowina Czernowitz (II)    | 0:4                   | Tschornomorez Odessa (I)    |
| 23.08.2014 | Real-Pharm Owidiopol (III)      | 0:1                   | Olympik Donezk (I)          |
| 23.08.2014 | Sirka Kirowohrad (II)           | 1:3                   | Dynamo Kiew (I)             |
| 23.08.2014 | Naftowyk-Ukrnafta Ochtyrka (II) | 0:1                   | Wolyn Luzk (I)              |
| 23.08.2014 | Helios Charkiw (II)             | 0:1                   | Metalurh Saporischschja (I) |
| 23.08.2014 | FK Tscherkassy Dnipro (III)     | 1:2                   | Howerla Uschhorod (I)       |
| 23.08.2014 | Obolon-Browar Kiew (III)        | 0:1                   | Schachtar Donezk (I)        |
| 24.08.2014 | Kremin Krementschuk (III)       | 0:2                   | Sorja Luhansk (I)           |
| 24.08.2014 | FK Sumy (II)                    | 0:1 n. V.             | Metalist Charkiw (I)        |

## Achtelfinale
Teilnehmer: Die 16 Sieger der 1. Runde
| Datum             |                             | Gesamt          |                             | Hinspiel | Rückspiel |
| ----------------- | --------------------------- | --------------- | --------------------------- | -------- | --------- |
| 25.09./27.10.2014 | FK Poltawa (II)             | 1:9             | Schachtar Donezk (I)        | 1:5      | 1:4       |
| 26.09./30.10.2014 | PFK Oleksandrija (II)       | 1:2             | Sorja Luhansk (I)           | 0:1      | 1:1       |
| 27.09./27.10.2014 | Wolyn Luzk (I)              | 1:4             | Dnipro Dnipropetrowsk (I)   | 1:0      | 0:4       |
| 27.09./28.10.2014 | Karpaty Lwiw (I)            | 0:2             | Dynamo Kiew (I)             | 0:1      | 0:1       |
| 27.09./29.10.2014 | Illitschiwez Mariupol (I)   | 2:4             | Worskla Poltawa (I)         | 0:1      | 2:3       |
| 27.09./29.10.2014 | Howerla Uschhorod (I)       | (a)3:3(a)       | Metalist Charkiw (I)        | 2:2      | 1:1       |
| 28.09./28.10.2014 | Olympik Donezk (I)          | 6:0             | Metalurh Saporischschja (I) | 2:0      | 4:0       |
| 28.09./29.10.2014 | Stal Dniprodserschynsk (II) | 3:3 (2:4 i. E.) | Tschornomorez Odessa (I)    | 2:1      | 1:2 n. V. |

## Viertelfinale
| Datum             |                          | Gesamt |                           | Hinspiel | Rückspiel |
| ----------------- | ------------------------ | ------ | ------------------------- | -------- | --------- |
| 04.03./08.04.2015 | Worskla Poltawa (I)      | 0:1    | Olympik Donezk (I)        | 0:0      | 0:1       |
| 04.03./08.04.2015 | Sorja Luhansk (I)        | 1:4    | Dynamo Kiew (I)           | 1:2      | 0:2       |
| 04.03./08.04.2015 | Metalist Charkiw (I)     | 0:3    | Schachtar Donezk (I)      | 0:2      | 0:1       |
| 01.04./08.04.2015 | Tschornomorez Odessa (I) | 0:5    | Dnipro Dnipropetrowsk (I) | 0:4      | 0:1       |

## Halbfinale
| Datum             |                           | Gesamt |                      | Hinspiel | Rückspiel |
| ----------------- | ------------------------- | ------ | -------------------- | -------- | --------- |
| 29.04./20.05.2015 | Dnipro Dnipropetrowsk (I) | 1:2    | Schachtar Donezk (I) | 0:1      | 1:1       |
| 29.04./20.05.2015 | Olympik Donezk (I)        | 1:4    | Dynamo Kiew (I)      | 0:0      | 1:4       |

## Finale
| Paarung          | Dynamo Kiew – Schachtar Donezk |
| Ergebnis         | 0:0 n. V., 5:4 i. E. |
| Datum            | 4. Juni 2015 |
| Stadion          | Olympiastadion Kiew, Kiew |
| Zuschauer        | 53.455 |
| Schiedsrichter   | Jurij Moscharowskyj |
| Tore             | Elfmeterschießen: Miguel Veloso (neben das Tor) 0:1 Darijo Srna 1:1 Aleksandar Dragović 1:2 Luiz Adriano Vitorino Antunes (gehalten) 1:3 Douglas Costa 2:3 Oleh Hussjew Taison (gehalten) 3:3 Andrij Jarmolenko Jaroslaw Rakyzkyj (gehalten) 4:3 Younès Belhanda 4:4 Alex Teixeira 5:4 Jewhen Chatscheridi Oleksandr Hladkyj (gehalten) |
| Dynamo Kiew      | Oleksandr Schowkowskyj – Danilo Silva (46. Vitorino Antunes), Aleksandar Dragović, Jewhen Chatscheridi, Domagoj Vida – Serhij Rybalka, Miguel Veloso, Andrij Jarmolenko, Serhij Sydortschuk (101. Younès Belhanda) – Jeremain Lens, Artem Krawez (76. Oleh Hussjew) Cheftrainer: Serhij Rebrow                                          |
| Schachtar Donezk | Andrij Pjatow – Darijo Srna , Oleksandr Kutscher (45.+2' Serhij Krywzow), Jaroslaw Rakyzkyj, Wjatscheslaw Schewtschuk – Taras Stepanenko, Ilsinho (91. Oleksandr Hladkyj), Douglas Costa, Alex Teixeira – Bernard (68. Taison), Luiz Adriano Cheftrainer: Mircea Lucescu ( Rumänien)                                                    |
| Gelbe Karten     | Artem Krawez, Andrij Jarmolenko, Aleksandar Dragović, Jewhen Chatscheridi, Domagoj Vida – Ilsinho, Darijo Srna, Taison |
| Platzverweise    | Serhij Rybalka (115.) – keine |